# Гавердовский, Юрий Константинович
Юрий Константинович Гавердовский ((19 мая)1 июня 1935 года, Перово, Московская область, СССР — 25 августа 2023, Москва, Россия) — советский и российский учёный и педагог, профессор ГЦОЛИФК. Заслуженный работник физической культуры РФ (1994).

## Биография
Родился 1 июня 1935 года в городе Перово, тогда пригороде, а теперь районе Москвы. В 1941 году вместе с матерью и старшим братом оказался в эвакуации в Ярославской области. В 1942 семья нелегально вернулась в Москву, на Шоссе Энтузиастов, где удалось остаться до конца войны и далее — до 1972 года. В 1972 году, с женой и годовалой дочкой переехал в Выхино, а в 1973 — в Гольяново, где прожил всю жизнь.
Окончил Государственный центрального ордена Ленина институт физической культуры в 1957 году.
 Начиная с 1960 года в качестве научного консультанта сотрудничал с различными спортивными командами СССР и зарубежья. Под руководством Михаила Львовича Украна в 1965 защитил кандидатскую диссертацию — "Исследование общих основ техники и построение естественной классификации маховых упражнений на гимнастических снарядах".  
В 1977 году книга Гавердовского «Упражнения на перекладине» была отмечена Спорткомитетом СССР как лучшая спортивная книга года. 

В 1987 году стал доктором педагогических наук, в 1989 — профессором. 

С 2002 по 2007 являлся заведующим кафедры гимнастики в ГЦОЛИФК.

## Научные достижения
Опубликовал более 300 различных методических и научных работ, многие из которых были приняты в российские ВУЗы в качестве учебников. 
Под руководством Гавердовского было подготовлено более 30 кандидатов педагогических наук. 
 Является автором более 200 оригинальных движений, вошедших в повсеместную мировую практику, в том числе «перелёта Ткачёва», а также «перелёта Ковач».

В 2013 году совместно с другими авторами разработал и запатентовал тренажёр для обучения и отработки акробатических приёмов самостраховки мотоциклистов.

## Память
24.09.2024  у здания Российского университета спорта «ГЦОЛИФК» на Сиреневом Бульваре в Москве Ю. К. Гавердовскому установлен памятник..

## Семья
Отец — Константин Дмитриевич Гавердовский, родился в Рязанской области, главный бухгалтер Московского металлургического завода «Серп и молот» (~ 1899 — ?)
Мать — Софья Дмитриевна Гавердовская (Соловкина) (1904—1991), родилась в Рязанской области, домохозяйка, кладовщица
Жена — Елена Ароновна Гавердовская (Склярская) (1942—2018), были женаты с 1972—2018, инженер-текстильщик (Московский Текстильный Институт, ныне РГУ им. Косыгина), домохозяйка
Дочь — Полина Юрьевна Гавердовская (1972), медицинский психолог (МГУ)
Внуки — Илья Никитич Блинов (1999—2001) Пётр Никитич Блинов (2001), Александра Никитична Блинова (2003)

## Награды и почётные звания
- Лауреат премии спорткомитета СССР за лучшую спортивную книгу года, 1977
- Почётный знак «За большой вклад в завоевание советскими спортсменами 80 золотых медалей на Играх XXII Олимпиады», 1980
- Почётный знак «За заслуги в развитии физической культуры и спорта», 1985
- Заслуженный работник физической культуры РФ с 1994
- Член Международной академии информатизации с 1995
- Почётный знак Олимпийского комитета СССР

## Публикации
Книги
- Гавердовский Ю.К., Заглада В.Е. Из виса махом вперед перелет назад в вис: обучающая программа. — М.: ГЦОЛИФК, 1974. — 115 с.

- Гавердовский Ю.К. Упражнения на перекладине. — М.: Физкультура и спорт, 1975. — 152 с.

- Гавердовский Ю.К. Упражнения на брусьях разной высоты. — М.: Физкультура и спорт, 1979. — 160 с.

- Гавердовский Ю.К, Григорьев А.Е, Заглада В.Е и др. Спортивная гимнастика: учебник для институтов физической культуры. — М.: Физкультура и спорт, 1979. — 327 с.

- Маслов Б.В.; Под ред. Ю. Гавердовского. Упражнения на коне. — М.: Физкультура и спорт, 1980. — 94 с.

- Л. К. Антонов и др.;  Под ред. Ю. Гавердовского. Гимнастическое многоборье. Женские виды. — М.: Физкультура и спорт, 1986. — 335, [1] с.

- В. М. Смолевский и др.; Под ред. Ю. Гавердовского. Гимнастическое многоборье. Мужские виды. — М.: Физкультура и спорт, 1987. — 479, [1] с.

- Гавердовский Ю.К. Спортивная гимнастика. — Киев: Олимпийская литература, 1999. — 462 с.

- Гавердовский Ю.К. Техника гимнастических упражнений. — М.: Терра-Спорт, 2002. — 507 с. — ISBN 5-93127-158-9.

- Гавердовский Ю.К. Обучение спортивным упражнениям: биомеханика, методология, дидактика. — М.: Физкультура и спорт, 2007. — 911 с. — ISBN 978-5-278-00844-6.

- Гавердовский Ю.К. Теория и методика спортивной гимнастики, в 2 т.. — М.: Советский спорт, 2021. — 368 с. — ISBN 978-5-00129-107-7.

- Гавердовский Ю.К. Гимнастика. Секреты эффективного движения. Биомеханика. Структура. Техника. — М.: Издательские решения, 2023. — 864 с. — ISBN 978-5-00603-605-5.
- И др.

Главы в коллективных монографиях и статьи
- Уткевич Г.К., Суслаков Б.А., Гавердовский Ю.К. Об эффективности двигательных заданий при обучении гимнастическим упражнениям по методу расчленения // Гимнастика : [сб. ст..]. — М.: Физкультура и спорт, 1983. — 44-48 с.

- Гавердовский Ю.К. Гимнастическая эволюция: фантазии, реальность, перспективы.  // Сб.: Гимнастика. – Вып. 1. — М.: Физкультура и спорт, 1983. — 44-52 с.

- Гавердовский Ю.К. К анализу двигательного состава круговых махов на коне // Гимнастика : [сб. ст..]. — М.: Физкультура и спорт, 1983. — 51-58 с.

- Гавердовский Ю.К. Двигательные представления гимнастов. // Сб.: Гимнастика. – Вып. 2. — М.: Физкультура и спорт, 1984. — 22-30 с.

- Гавердовский Ю.К., Мамедов Ф.П. Методы обучения гимнастическим упражнениям в свете понятия адаптивности. — М.: Физкультура и спорт, 1984. — 26-34 с.
- Гавердовский Ю.К., Боген М.М. Как найти «петушиное словцо»? (о деятельностном подходе к обучению гимнастическим движениям) // Гимнастика : [сборник]. — М.: Физкультура и спорт, 1986. — 32-41 с.
- И др.